# NGC 4573
إن جي سي 4573 التي يرمز لها بالرمز NGC 4573، هي مجرة، في كوكبة قنطورس.

## الاكتشاف
اكتشفت في 15 مارس 1836، بواسطة جون هيرشل.